# Asaccus andersoni
Espèce
Asaccus andersoni est une espèce de geckos de la famille des Phyllodactylidae.

## Répartition
Cette espèce est endémique de la province d'Ilam en Iran.

## Étymologie
Cette espèce est nommée en l'honneur de Steven Clement Anderson.

## Publication originale
- Torki, Fathinia, Rostami, Gharzi & Nazari-Serenjeh, 2011 : Beschreibung eines neuen Asaccus (Sauria: Phyllodactylidae) aus dem Iran. Sauria, vol. 33, no 1, p. 51–61 (texte intégral).